# Eurhopalothrix gravis
Eurhopalothrix gravis é uma espécie de formiga do gênero Eurhopalothrix, pertencente à subfamília Myrmicinae.